# Episodi di Rake (quinta stagione)
La quinta e ultima stagione della serie televisiva Rake è stata trasmessa sul canale australiano ABC1 dal 19 agosto al 7 ottobre 2018.
In Italia la serie è ancora inedita.
| nº | Titolo originale           | Titolo italiano | Prima TV AUS      | Prima TV in italiano |
| -- | -------------------------- | --------------- | ----------------- | -------------------- |
| 1  | Greene v The World         |                 | 19 agosto 2018    |                      |
| 2  | Greene v The United States |                 | 26 agosto 2018    |                      |
| 3  | Evans v Greene             |                 | 2 settembre 2018  |                      |
| 4  | Gold and Greene v Red      |                 | 9 settembre 2018  |                      |
| 5  | Greene v Diaries           |                 | 16 settembre 2018 |                      |
| 6  | Greene v The Unflushables  |                 | 23 settembre 2018 |                      |
| 7  | Greene v Mid-Winter        |                 | 30 settembre 2018 |                      |
| 8  | Greene v The Reckoning     |                 | 7 ottobre 2018    |                      |